# Henriette Mathieu-Faraggi
Henriette Mathieu-Faraggi (née Faraggi en 1915 et morte le 6 avril 1985) est une physicienne française.

## Biographie
Henriette Mathieu-Faraggi a été élève à l'Institut du radium. Elle épouse le chimiste Marcel Mathieu. Elle est élue au comité national du CNRS en mars 1950. 
Elle entre au CEA en 1951 et en est la directrice du département de physique nucléaire de 1972 à 1978. Elle a été présidente du Comité de physique nucléaire de l'Union internationale de physique pure et appliquée (IUPAP).
Elle est présidente de la Société française de physique en 1971 et 1972.

## Distinctions
- prix Joliot-Curie (1958)[2]

## Publications

### Ouvrages
- Gérard de Vaucouleurs, Jean Dragesco, Pierre Selme, Henriette Faraggi et Héliodore Tellez-Plasencia, Manuel de photographie scientifique, Éditions de la Revue d'optique, 1956, 391 p.

### Articles
- « Mesure précise de l'énergie des particules lourdes chargées de faible parcours par imprégnation d’émulsions photographiques », in Annales de physique, vol. 12, no 6, 1951, p. 325-400